# Englewood (Kansas)
Englewood es una ciudad ubicada en el de condado de Clark en el estado estadounidense de Kansas. En el año 2010 tenía una población de 77 habitantes y una densidad poblacional de 29,62 personas por km².

## Geografía
Englewood se encuentra ubicada en las coordenadas 37°2′10″N 99°59′16″O / 37.03611, -99.98778 (37.036217, -99.987725).

## Demografía
Según la Oficina del Censo en 2000 los ingresos medios por hogar en la localidad eran de $22,500 y los ingresos medios por familia eran $28,750. Los hombres tenían unos ingresos medios de $23,750 frente a los $0 para las mujeres. La renta per cápita para la localidad era de $10,744. Alrededor del 30.3% de la población estaban por debajo del umbral de pobreza.